# تاريخ السماد

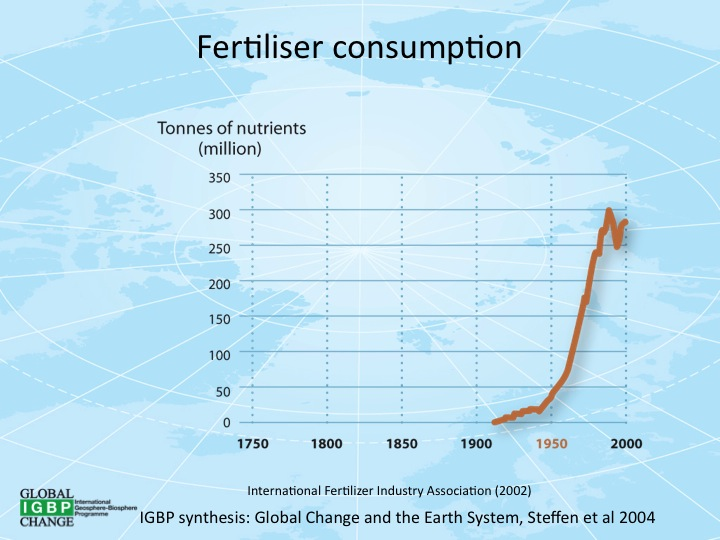
رسم بياني يظهر الاستهلاك العالمي للأسمدة بمرور الزمن

أثر تاريخ الأسمدة إلى حد كبير على الظروف السياسية والاقتصادية والاجتماعية في استخداماتها التقليدية. لاحقًا، كان هناك تغير جذري للظروف البيئية بعد تطوير الأسمدة المركبة كيميائيًا.

## التاريخ المبكر
- سُجل أن كلًا من المصريين والرومان والبابليين والألمان القدماء على استخدموا المعادن و/أو السماد الطبيعي لتعزيز إنتاجية مزارعهم. انتشر استخدام رماد الخشب كمعالج للحقول.[4]
- استُخدمت الأسماك كسماد منذ 1620 على الأقل.
- نُقل ذرق الطائر، الذي كان معروفًا ومستخدمًا في جبال الأنديز منذ 1500 عام على الأقل، بكميات كبيرة من بيرو وتشيلي (وبعد ذلك من ناميبيا ومناطق أخرى أيضًا) إلى أوروبا والولايات المتحدة الأمريكية وذلك في القرن التاسع عشر.

## الشخصيات الأوروبية المؤثرة في تاريخ السماد
درس «الفيكونت تشارلز تاونزند» (1674-1738) لأول مرة خلال ثلاثينيات القرن الثامن عشر، التأثيرات المحسنة لنظام دورة المحاصيل الأربعة الذي لاحظه أثناء استخدامه في الفلاندر. حظى الفيكونت تشارلز بلقب «تورنب تاونسند» نظرًا لاهتمامه الشديد بترويج زراعة اللفت وتجاربه الزراعية.

### يوهان فريدريش ماير
كان يوهان فريدريك ماير (1719-1798) أول من قدم للعالم سلسلة من التجارب حول علاقة الجبس بالزراعة، وقد تبعه العديد من الكيميائيين في القرن التاسع عشر. أما في بداية القرن التاسع عشر، فقد ظل هناك تباين كبير في الآراء حول طريقة عمل الجبس، على سبيل المثال:
- اعتقد المهندس الزراعي الفرنسي فيكتور يفارت (1763-1831) أن عمل الجبس ينجم حصريًا من تأثير حامض الكبريتيك، الذي يدخل في تركيبته. ويؤسس هذا الرأي على حقيقة أن رماد العشب الذي يحتوي على كبريتات الحديد وكبريتات الألومينوم، له نفس التأثير على الغطاء النباتي مثل الجبس.[5]
- لاحظ المهندس الزراعي الفرنسي تشارلز فيليبيرت دي لاستيري (1759-1849) أن النباتات التي كانت جذورها أقرب إلى سطح التربة كانت أكثر تأثرًا بالجبس، وخلص إلى أن الجبس يأخذ من الغلاف الجوي عناصر الحياة النباتية وينقلها مباشرة إلى النباتات.[5]
- لمحّ لويس أوغسطين غيوم بوسك إلى أن تأثير الجودة التعفنية للجبس (التي يعتبرها من المسلمات) تحدث بشكل أفضل على الغطاء النباتي؛ لكن تجارب ديفي قوضت هذا الرأي.[5]
- اكتشف همفري ديفي أنه من بين قطعتين من لحم العجل المفروم، واحدة ممزوجة بالجبس، والثانية من غيره، وكلاهما تعرضتا لتأثير الشمس، كانت القطعة الثانية أول من ظهرت عليها أعراض التعفن. خلص ديفي بخصوص هذا الأمر، إلى أن الجبس يشكل جزءًا من غذاء الخضروات، يتغذى النبات عليه، ويدمج معه.[5]

روجّ يوهان ماير أيضًا لنظم جديدة لدورة المحاصيل.

### يوستوس فون ليبيغ
ساهم الكيميائي يوستوس فون ليبيغ (1803-1873) كثيرًا في التقدم في فهم تغذية النبات. شجبت أعماله المؤثرة أولاً نظرية الدبال لـ «ألبريخت ثاير» مجادلاً أولاً بأهمية الأمونيا، ثم عززت لاحقًا أهمية المعادن غير العضوية لتغذية النبات. أنكر ليبيغ التفاعلات العضوية المعدنية وخلط العناصر الغذائية النباتية مع العناصر المعدنية. لكن سرعان ما دحض المجتمع العلمي نظرياته كونها تبسيط جسيم، على أن اختلاط المصالح الاقتصادية بالبحث الأكاديمي، أدى إلى عملية «اضمحلال معرفي» في هذا المجال.
حاول ليبيغ تطبيق نظرياته تجاريًا في إنجلترا، من خلال صناعة سماد عن طريق معالجة بيروفوسفات الكالسيوم في مسحوق العظام بحمض الكبريتيك. لكن الأمر فشل لأن المحاصيل لم تكن قادرة على امتصاصه بفاعلية.

### سير جون بينيت لوز
بدأ جون بينيت لوز [الإنجليزية]، رائد الأعمال الإنجليزي، في تجربة تأثيرات السماد الطبيعي على النباتات التي تنمو في الأواني في 1837، وبعد عام أو عامين، امتدت التجارب لتشمل المحاصيل في هذا المجال. كانت إحدى النتائج المباشرة أنه في 1842 حصل على براءة اختراع لسماد يتكون من معالجة الفوسفات بحمض الكبريتيك، وبالتالي كان أول من أنشأ صناعة السماد الاصطناعي. في العام التالي، استعان بخدمات جوزيف هنري غلبرت، الذي درس تحت إشراف ليبيغ في جامعة غيسن، كمدير للأبحاث في محطة روثامستد التجريبية [الإنجليزية] التي أسسها داخل ممتلكاته. حتى اليوم، لا تزال محطة أبحاث روثامستد التي أسسها الزوجان تحقق في تأثير الأسمدة العضوية وغير العضوية على غلات المحاصيل.

### جان بابتيست بوسينغولت
أشار الكيميائي الفرنسي «جان بابتيست بوسينغولت» (1802-1887) إلى أهمية كمية النيتروجين في الأنواع المختلفة من الأسمدة.
اخترع عالما الفلزات «بيرسي جيلكريست» (1851-1935) و «سيدني جيلكريست توماس» (1850-1885) طريقة مكنت من استخدام الخامات القاعدية الحمضية عالية الفوسفور في صناعة الصلب. تحولت بطانة الدولوميت الجيرية بمرور الوقت إلى فوسفات الكالسيوم، والذي يمكن استخدامه كسماد، يُعرف باسم «فوسفات توماس».

### طريقة بيركلاند-إيد
طور عالم الصناعة النرويجي كريستيان بيركلاند مع شريكه في العمل سام إيد [الإنجليزية] طريقة بيركلاند-إيد في 1903، وفقًا لطريقة استخدمها هنري كافنديش في 1784. استُخدمت هذه الطريقة لتثبيت النيتروجين في الغلاف الجوي (N2) في حمض النيتريك (HNO3) وهي واحدة من عدة عمليات كيميائية يشار إليها عمومًا باسم تثبيت النيتروجين. ثم استُخدم حمض النيتريك الناتج لإنتاج الأسمدة الاصطناعية. وقد بُني مصنع يعتمد على هذه العملية في رجوكان ونوتودن في النرويج، جنبًا إلى جنب مع بناء مرافق طاقة كهرومائية كبيرة. هذه العملية غير فعالة من حيث استخدام الطاقة، وجرى استبدالها بعملية هابر حديثًا.

### طريقة هابر
طور الكيميائيان الحائزان على جائزة نوبل كارل بوش من إي غه فاربن وفريتز هابر طريقة هابر في العقود الأولى من القرن العشرين. [15] والتي استخدمت النيتروجين الجزيئي (N2) وغاز الميثان (CH4) في تركيب مستدام اقتصادي للأمونيا (NH3). الأمونيا المُنتجة في طريقة هابر هي المادة الخام الرئيسية لطريقة أوستفالد.

### طريقة أوستفالد
طريقة أوستفالد هي عملية كيميائية لإنتاج حمض النيتريك (HNO3)، والتي طورها فيلهلم أوستفالد (براءة اختراع 1902). وهي تمثل الدعامة الأساسية للصناعة الكيميائية الحديثة وتوفر المادة الخام لأنواع إنتاج الأسمدة الأكثر شيوعًا على مستوى العالم (على سبيل المثال، يتم تصنيع نترات الأمونيوم، وهو سماد شائع، عن طريق تفاعل الأمونيا مع حمض النيتريك). تاريخيًا وعمليًا، ترتبط ارتباطًا وثيقًا بعملية هابر، التي توفر الأمونيا (NH3) المادة الخام المطلوبة.

### إرلينغ جونسون
طور إرلينغ جونسون طريقة صناعية لإنتاج النيتروفوسفات [الإنجليزية] في 1927، والمعروفة أيضًا باسم «طريقة أودا» على اسم النرويجي أودا سميلتيفرك. تشمل الطريقة تحميض صخور الفوسفات (من جزر ناورو وبانابا في جنوب المحيط الهادئ) بحمض النيتريك لإنتاج حامض الفوسفوريك ونترات الكالسيوم والتي، بمجرد استخلاصها، يمكن استخدامها كسماد للنيتروجين.

### صناعته

#### في بريطانيا

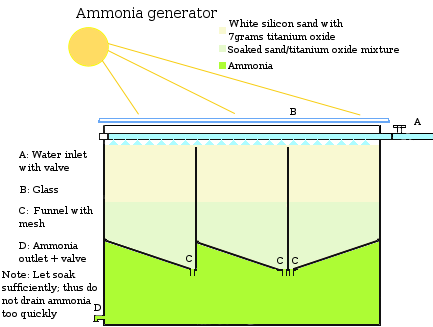
مولد للأمونيا

دفعت العلوم المتطورة للكيمياء وعلم الأحافير، جنبًا إلى جنب مع اكتشاف الكوبروليت بكميات تجارية في شرق أنجليا، شركتا فايزونز وباكارد إلى تطوير مصانع حمض الكبريتيك والأسمدة في برامفورد [الإنجليزية] وسناب. كما دفعت شركة سوفولك في خمسينيات القرن التاسع عشر لإنتاج مركب سوبرفوسفات، الذي شُحن إلى جميع أنحاء العالم من ميناء إبسوتش. كان هناك حوالي 80 مصنعًا لإنتاج السوبر فوسفات بحلول عام 1871.
عقب الحرب العالمية الأولى تعرضت هذه الشركات لضغط تنافسي من ذرق الطائر المنتج طبيعيًا والموجود أساسًا في جزر المحيط الهادئ، حيث أصبح استخراجه وتوزيعه أمرًا جاذبا اقتصاديًا.
شهدت فترة ما بين الحربين منافسة ابتكارية من شركة إمبريال للصناعات الكيماوية [الإنجليزية]، التي طورت كبريتات الأمونيوم الاصطناعية في 1923 ونيترو-الطباشير في 1927 وأسمدة أكثر تركيزًا واقتصادية تسمى (الأسمدة الكاملة المركزة) على أساس فوسفات الأمونيوم في 1931. كانت المنافسة محدودة حيث ضمنت شركة إمبريال أنها تسيطر على معظم إمدادات كبريتات الأمونيوم في العالم.

#### أمريكا الشمالية ودول أوروبية أخرى

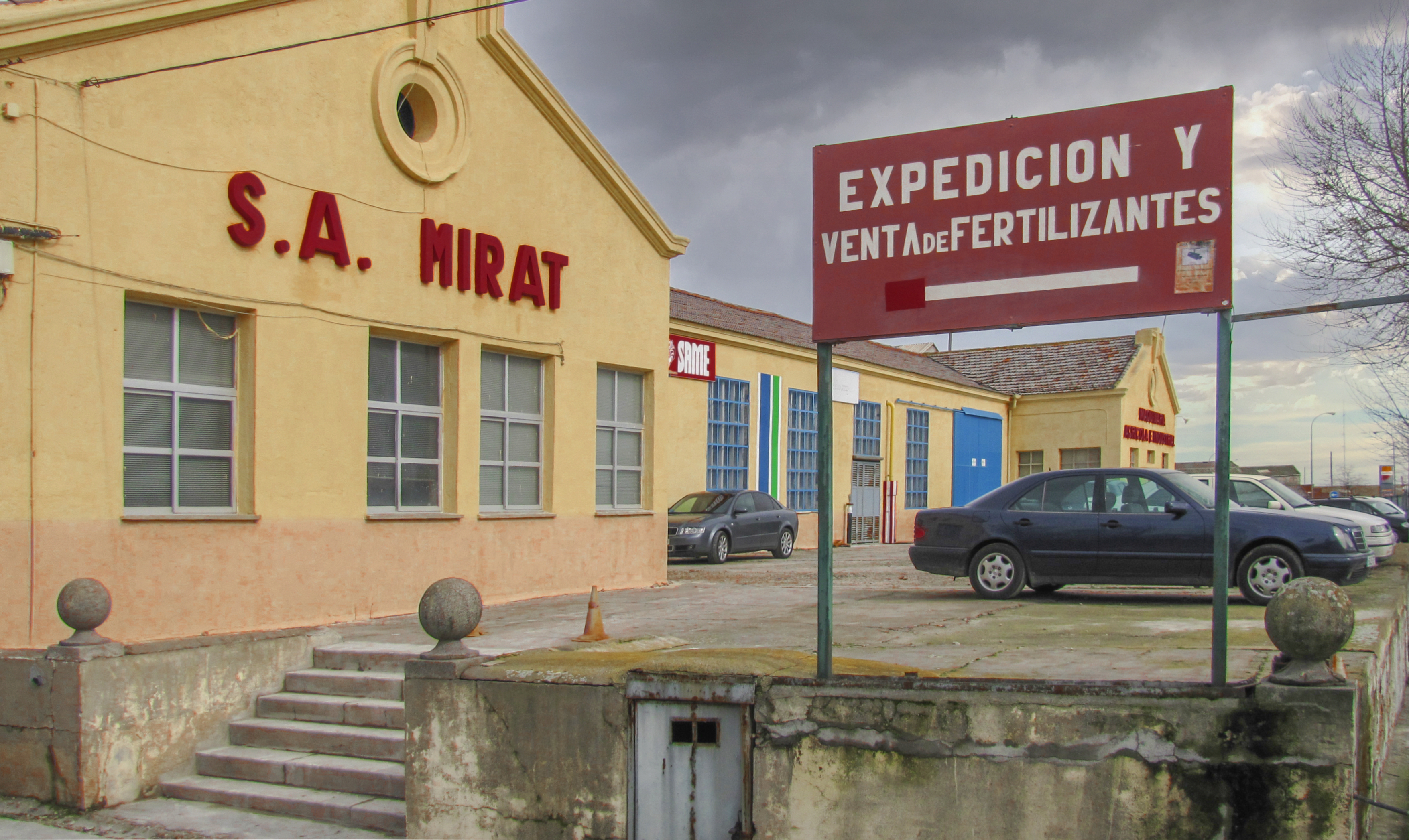
تأسست شركة ميرات في 1812 وهي تنتج الزبل والأسمدة ويُزعم أنها أقدم شركة صناعية في شلمنقة، إسبانيا.

طورت شركات الأسمدة الأخرى في أوروبا وأمريكا الشمالية حصتها في السوق، مما أجبر الشركات الإنجليزية الرائدة على الاندماج، مثل شركات فايزونز وباكارد وبرنتيس المحدودة في 1929. التي أنتجت معًا 85.000 طن من السوبرفوسفات في السنة في 1934 من مصنعهم الجديد وأحواض المياه العميقة في إبسوتش. وبحلول الحرب العالمية الثانية، كانت قد استحوذت على حوالي 40 شركة، بما في ذلك هادفيلدس في 1935. وبعد ذلك بعامين استحوذت على شركة آنجلو-كونتيننتال غوانو وركس الكبيرة، التي تأسست في عام 1917.
تميزت بيئة ما بعد الحرب بمستويات إنتاج أعلى بكثير كنتيجة لـ«الثورة الخضراء» وأنواع جديدة من البذور مع زيادة القدرة على امتصاص النيتروجين، ولا سيما الأنواع عالية الاستجابة من الذرة والقمح والأرز. وقد صاحب ذلك تطور المنافسة الوطنية القوية، واتهامات بعمل تكتلات واحتكارات التوريد، وفي نهاية المطاف موجة أخرى من عمليات الاندماج والاستحواذ. لم تعد الأسماء الأصلية موجودة إلا كشركات قابضة أو أسماء تجارية، مثلما أصبحت فايزونز وآي سي آي أغروكيميكالز جزءًا من شركتي يارا انترناشونال وآسترازينيكا حاليًا.
يشمل المنتجون الرئيسيون في هذا السوق حاليًا شركة الأسمدة الروسية أورالكالي (المدرجة في بورصة لندن) والتي كان مالكها السابق ديمتري ريبولوفليف في المرتبة 60 في قائمة أغنى الأشخاص في 2008 حسب تصنيف فوربس.